# Szalenik-Kolonia
Szalenik-Kolonia – wieś w Polsce położona w województwie lubelskim, w powiecie tomaszowskim, w gminie Bełżec.
W latach 1975–1998 miejscowość administracyjnie należała do województwa zamojskiego. W latach 1973–1991 w gminie Lubycza Królewska.
Wieś jest sołectwem w gminie Bełżec.
Podczas II wojny światowej 2 lutego 1944 roku na wieś Szalenik-Kolonię (przysiółek Szalenik), będącą w bliskiej odległości od niemieckiego obozu zagłady w Bełżcu,  napadli nacjonaliści ukraińscy z UPA i zamordowali 12 polskich mieszkańców, w tym kobiety i dzieci.
Wierni Kościoła rzymskokatolickiego należą do parafii Matki Bożej Królowej Polski w Bełżcu.